# Sony PRS-505

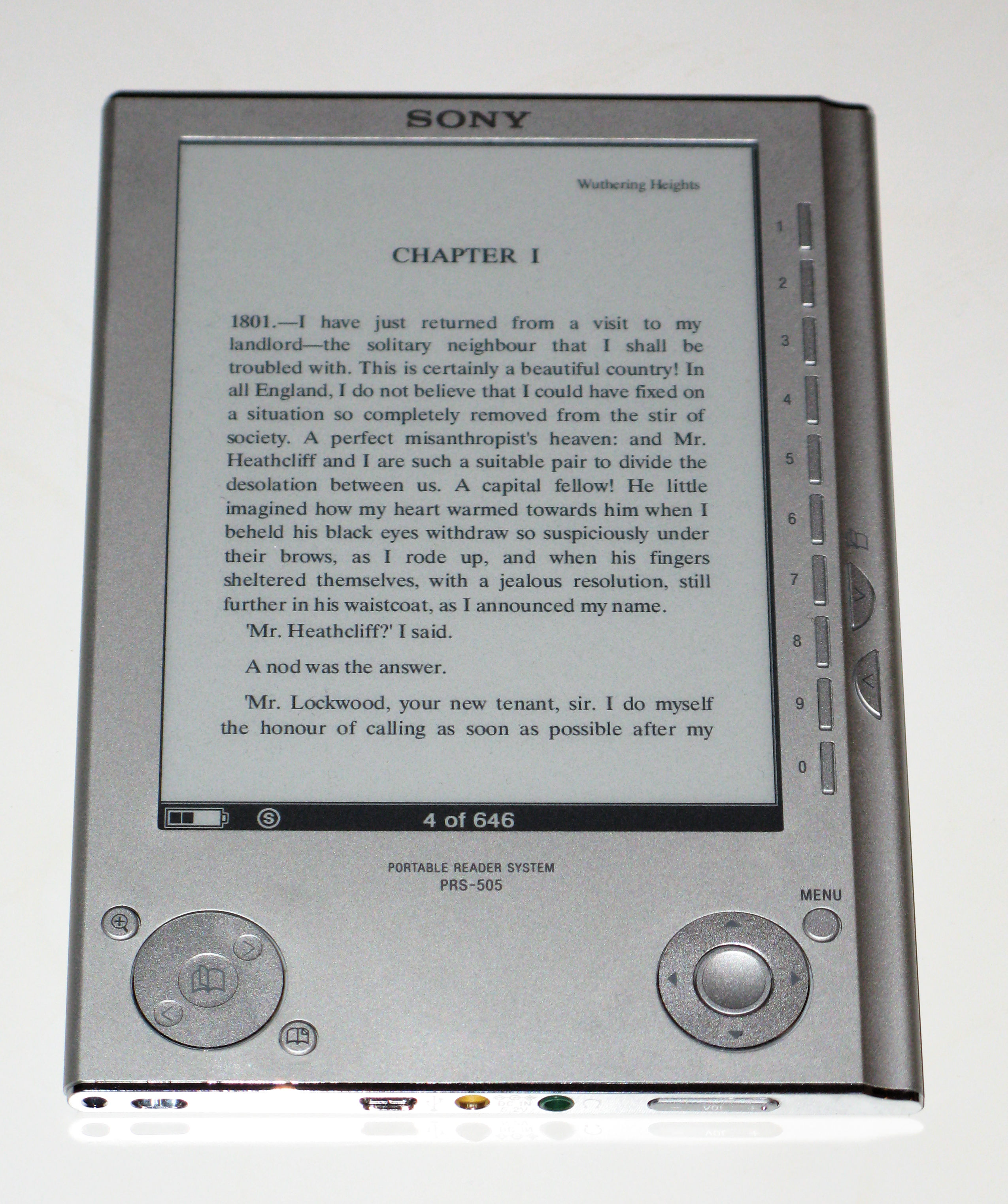
Sony Reader (PRS-505)

Sony Reader est un livre électronique conçu et vendu par la société Sony. Cet appareil de lecture utilise la technologie des écrans équipés du papier électronique. Cette technologie rend possible une lecture similaire à celle sur support papier. Il est disponible aux États-Unis depuis septembre 2006, au Canada depuis avril 2008, au Royaume-Uni depuis septembre 2008 et en France depuis octobre 2008.

## Description
Ce lecteur utilise la technologie d'encre électronique développée par la société E-Ink. Il possède une résolution de 166 dpi, quatre niveaux de gris et permet la visualisation de contenu même en plein soleil.
- Il peut recevoir un Memory Stick Duo d'une capacité maximale de 16 GB, ce qui équivaut à environ 13 000 livres électroniques (la taille des livres électroniques peut varier grandement en fonction du format du fichier et du contenu).
- Il accepte les formats en lrf, pdf, word, rtf, txt et epub.
- Il peut visualiser des photos et schémas (uniquement en noir et blanc) en format JPEG, GIF, PNG, PDF.
- Il permet également d'écouter des fichiers musicaux MP3 ou AAC (sans DRM) avec écouteurs.
- Dimensions : 122 mm x 175.3 mm x 7,6 mm[1]

- Poids : 260 g

- Prix de lancement : 299 €